# 千葉夏実
千葉　夏実（ちば なつみ、1993年7月19日 - ）は、日本の女優、アイドル、モデルである。女性アイドルグループ『P.IDL』の元メンバー。
かつてはベリーベリープロダクションに所属していた。また、かつて「micoooooズ」や「ミコトライブ」のメンバーであった。

## 人物
- モーニング娘。に憧れてアイドルを目指すようになり、高校1年の時にタレント活動を始める[3]。
- 子供の頃からのサッカー好き。他にバドミントンと水泳が得意[7]。
- 「Akiba de アイドル」で共演した天野麻菜とは今でも仲が良く、撮影会でも共演したことがある[8]。
- 弟が1人いる[9]。
- 埼玉県出身だが、ライブの時の自己紹介で「苗字は千葉だが埼玉が生んだダンシングマザー」と言ったことがある[10]。

- 2016年5月11日、自身のオフィシャルブログにて、韓国への語学留学の為、6月1日をもってのP.IDL卒業が発表された。

## 出演

### テレビ番組
- ゲーマーズTV 夜遊び三姉妹 「ふるぼっこ堂」（2011年5月12日、日本テレビ）
- ようこそ!東池袋ヒマワリ荘（2012年7月4日 - 2012年9月28日、日本テレビ）-レギュラー出演
- 美少女ヌードル（2012年7月9日、テレビ朝日）
- ゴッドタン「第3回バカヤロウ徒競走」（2012年12月1日、8日、テレビ東京）
- ゲーマーズTV 夜遊び三姉妹 「ゲームは友達の巻」（2012年12月6日、日本テレビ）
- タイムスクープハンター（2013年4月27日、NHK総合テレビ）
- ダウンタウンのガキの使いやあらへんで!!　「クローズアイ王」（2013年10月20日、日本テレビ）

### テレビドラマ
- よる★ドラ「ビターシュガー」（2011年、NHK総合テレビ） - 女子高生 役（1話）
- ドラマ24「リミット」（2013年7月19日、テレビ東京） - ミカ 役（2話）

### ネット配信ドラマ
- P&G Pantene Cinderella project　「ウィンターソング」（2011年12月1日〜2012年5月31日、P&G、パンテーン） - ゴスペル部員 役

### CM・広告
- ユーキャン（2008年）
- 細木数子の携帯サイト（2008年）
- バンダイ 「オリケシ　ミラクルスティック　ガールズトーク編」（2010年）
- ブルボン 「ゼリーシリーズ」（2010年）
- 九州通信ネットワーク 「BBIQ　『試験勉強』篇」（2012年）
- ネクソン 「テイルズウィーバー　『好きな理由』篇」（2012年）
- 中萬学院 （2013年）

### 舞台
- 「東京俳優市場　2011春」笹塚ファクトリー（2011年）
- 「魔法のオルゴール」スタッフアップ（2012年9月8日〜9月17日）

### ユニット
- 「micoooooズ」（2013年5月3日 - 8月13日） - 17番ヒトナツ
- 「ミコトライブ」（2013年8月14日 - 12月11日） - 17番ヒトナツ
- 「P.IDL」（2014年2月1日 - ）

### インターネット
- 「Gザテレビジョン+」（NTTプライム・スクウェア）（2011年）
- LIVE DAM「グラカラ」（第一興商）（2011年）
- 「こちら水天宮前アイドル研究所」（スカイクラッドTV）レギュラー（2011年10月18日〜2011年10月25日）
- 「Akiba de アイドル」（スカイクラッドTV）レギュラー（2011年11月1日〜2013年5月21日）
- 「東京GirlsSnap」（アメーバ）（2011年）
- 「ちんチロりん@room」（ニコニコ生放送）（2012年）

### PV
- 夏川陽子「葉月の約束」葉月役

## 出版

### 雑誌
- CAPA特別編集「SONY α55&α33スタートブック」（学研パブリッシング）
- 週刊少年チャンピオン『第2回　マスコットガール選手権〜高校生大会〜』（秋田書店）[3]
- 「特選街」（マキノ出版）
- 「オタポケ」（アキバジャーナル）

### DVD
- 1stDVD「晴れ時々、夏実」（2011年、竹書房）
- 「グラドルヒロイン危機一髪!!　美少女戦士セーラーエンジェルス」主演・天馬奈々子役（2011年、ZENピクチャーズ）
- 「バーニングアクション　スーパーヒロイン列伝　セーラーキャッツ」主演・森野ことり役（2011年、ZENピクチャーズ）
- ようこそ!東池袋ヒマワリ荘DVD-BOX（2013年、VAP）
- 「バーニングアクション　スーパーヒロイン列伝　バトルゾーン」ジャンヌピンク役（2013年、ZENピクチャーズ）

## その他

### イベント・撮影会
- 1stDVD「晴れ時々、夏実」発売記念イベント（2011年、ソフマップ・アミューズメント館）
- グラビアアイドル・モデル撮影会　グラ☆スタ！（グラ☆スタ！水天宮スタジオ）